# Kasha Jacqueline Nabagesera
Kasha Jacqueline Nabagesera (també coneguda com a Jacqueline Kasha) (nascuda el 1980) és una activista pels drets LGBT a Uganda. Va ser la fundadora el 2003 de la Freedom and Roam Uganda (FARUG). El 2011 va rebre el Premi Martin Ennals per la seva defensa dels drets humans, i el 2015 el Right Livelihood Award.

## Primers anys i educació
Kasha Jacqueline Nabagesera va néixer a Kampala, Uganda; el seu pare, Prince Albert Walugembe Musoke, era un economista i agent del Banc d'Uganda, que més tard va treballar com a vicepresident del banc; i la seva mare, Julie Viola Katantazi Musoke, va ser una de les primeres programadores d'ordinadors d'Uganda i també va treballar al Banc d'Uganda, on es va dedicar a la formació del personal del banc per tot el país. Té un germà més jove.
Kasha va assistir a moltes escoles, de les quals sovint va ser expulsada a causa de la seva orientació sexual. Va assistir a la Gayaza Junior School, la Maryhill High School, la Mariam High School, i al Namasagali College. En finalitzar la secundària es va matricular a la Universitat de Nkumba, on va obtenir un grau en Comptabilitat i en Administració Empresarial. Va continuar amb un diploma en Tecnologies de la Informació i un certificat en Màrqueting del New Vision Group de Kampala el 2004. El 2005 es va matricular a la Human Rights Education Associates (HREA), una organització internacional no governamental i sense afany de lucre que dona suport a l'educació en drets humans, una educació i formació de qualitat per promoure la comprensió, les actituds i les accions per protegir els drets humans, i fomentar el desenvolupament de comunitats pacífiques, lliures i justes. El 2006 va obtenir un certificat de l'Escola de Periodisme i Mitjans de comunicació de Johannesburg, per poder aprendre com tractar els mitjans de comunicació en un entorn de treball hostil. Més tard en aquesta escola va entrenar alumnes per dur a terme activisme en molts països africans, incloent Botswana, Zimbabwe, Zàmbia, Uganda entre d'altres. El 2008 va esdevenir monitora de formadors en obtenir un certificat de Front Line Defenders a Dublín, Irlanda.
Kasha Jacqueline Nabagesera mai "va sortir de l'armari" perquè per començar mai va estar "en un armari". Sempre va viure obertament com una lesbiana, perquè simplement no sabia que era il·legal. 
| « | Cada cop que em van agafar o castigar per ser lesbiana, vaig pensar que ho utilitzaven com una excusa per intimidar-me. Només quan em van expulsar de la Universitat vaig interessar-me a esbrinar per què la meva sexualitat era un problema tan gran per als altres i és quan vaig descobrir que era realment il·legal ser gai. Vaig investigar i vaig descobrir que no sols ho era a Uganda, i a altres parts d'Àfrica, sinó a tot el món, i aquest va ser el meu punt d'inflexió. | » |

## Activisme
Kasha es considera la "mare fundadora" del moviment de drets civils LGBT ugandès. El 1999, quan tenia 19 anys, va fer una campanya pública per eliminar l'homofòbia a Uganda, un país on l'homosexualitat està en contra de la llei.

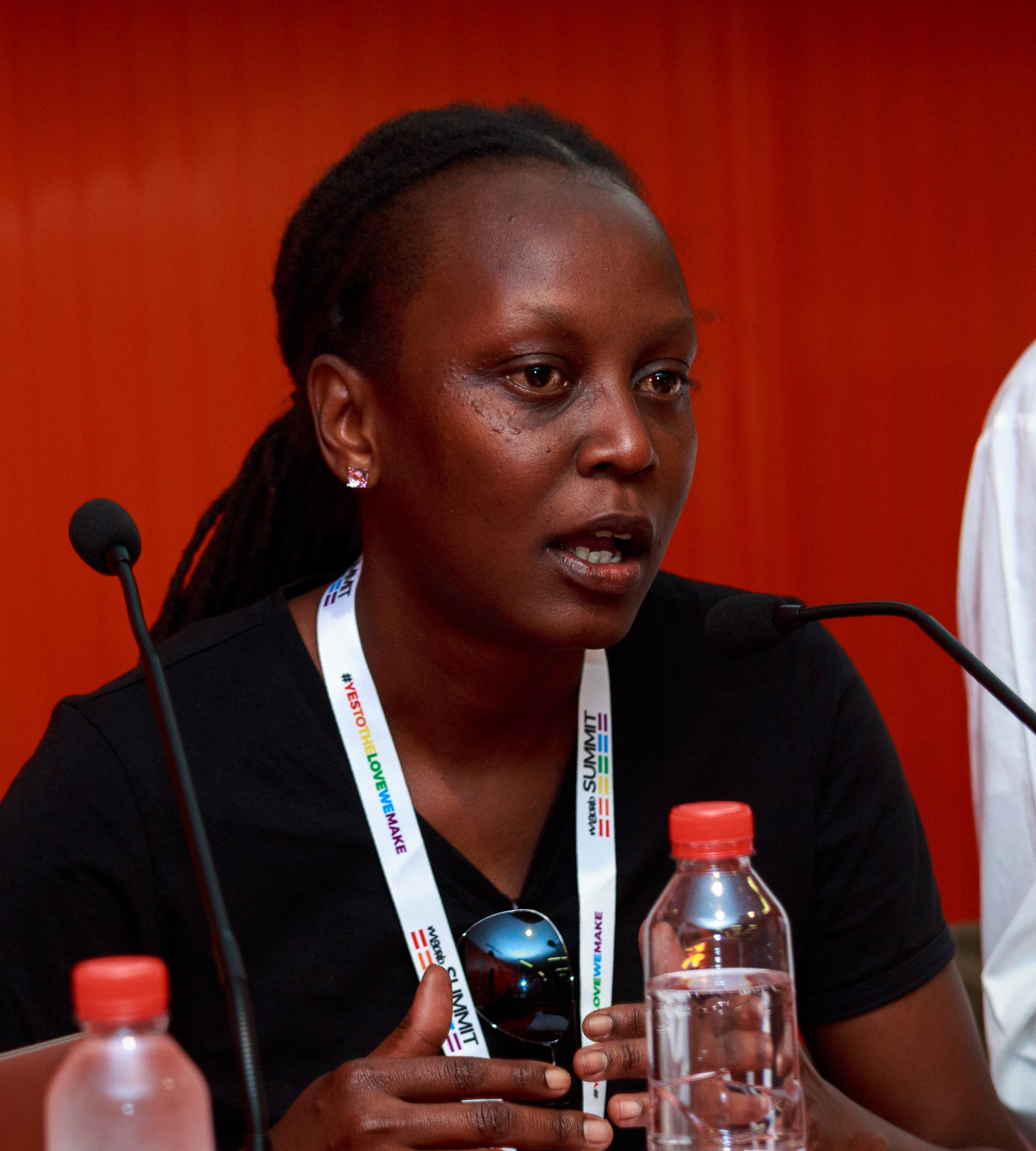
Durant una conferència a Madrid, 2017.

Quan finalment va acabar la universitat, Kasha Jacqueline Nabagesera i alguns amics van fundar Freedom and Roam Uganda (FARUG) l'any 2003 després de presenciar i experimentar l'assetjament, la discriminació i la violència que enfronten les dones ugandeses a causa de la seva identitat de gènere o orientació sexual. Aquesta organització pionera es va convertir en la primera de la seva classe a Uganda per lluitar per l'orientació sexual LGBTI i els drets d'identitat de gènere. Kasha va dirigir l'organització durant deu anys; n'abandonà el càrrec de directora executiva el 4 de juliol de 2013 després de deu anys de lideratge.
El 2010 el diari Ugandès Rolling Stone va publicar noms i fotografies d'individus declarats gais amb el titular "Penja'ls". Entre els noms hi havia el de Kasha i el seu col·lega David Kato. La parella finalment va demandar la revista i, en fer-ho, va establir un referent per als drets humans a Uganda. Nabagesera ho explica com un intent de protegir "la privadesa i la seguretat que tots tenim contra les incitacions a la violència". Kato va morir després de la batalla legal amb la publicació.
L'agost de 2011, Kasha Jacqueline Nabagesera amb Freedom and Roam Uganda van llançar una campanya per contrarestar el projecte de Llei contra l'homosexualitat, que exigeix sentències severes que van des de penes de càstig fins a la pena de mort. A més, el projecte de llei estableix que els ciutadans que no exposen a les autoritats les persones gais i lesbianes, s'enfronten a tres anys de presó. Aquesta campanya contra la homofòbia pretén educar el públic en general sobre l'existència, la tolerància i la comprensió de la sexualitat i els problemes d'orientació sexual.
El 2010, Nabagesera va obrir l'únic bar a Uganda per a persones de LGBTI; s'anomenava Sappho Islands i estava situat en un suburbi de Kampala. Va tancar el 2011.
Kasha Jacqueline Nabagesera actualment concentra els seus esforços en la defensa del nom d'Àfrica a les Nacions Unides, la Comissió Africana i la Unió Europea, treballant en el projecte Project Planning, Administration, Advocacy and Leadership (PAL). Ha participat en campanyes per fer pressió contra diverses lleis injustes. És membre del Comitè de Direcció de la Coalició de la Societat Civil sobre Drets Humans i Dret Constitucional, que inclou més de 60 organitzacions ugandeses de drets humans que es van unir per frenar la draconiana llei antihomosexualitat. Va ser una dels deu peticionaris que van impugnar el projecte de llei aprovat el febrer de 2014, que va imposar noves mesures per criminalitzar l'homosexualitat i trepitjar els drets LGBTI. Aquest reeixit desafiament jurídic va donar lloc que la Llei de l'homosexualitat fos anul·lada pel Tribunal Constitucional d'Uganda a l'agost de 2014 per un aspecte tècnic. A més, Nabagesera treballa en coalició amb treballadors del sexe, víctimes del VIH-Sida i dones que desafien les disposicions de la Llei de prevenció i control del VIH-Sida de 2014 que estigmatitza la comunitat LGBTI.
Tot i ser arrestada, atacada i sotmesa a assetjament, Nabagesera continua amb la seva lluita. Com a resultat de les dures represàlies, la majoria d'activistes ugandesos LGBTI han estat assassinats o han fugit, deixant Nabagesera com una dels pocs membres prominents del moviment ugandès LGBTI, i l'única entre els fundadors, que encara viu al país. Nabagesera va ser l'encarregada de desenvolupar un "equip de seguretat" capaç de respondre ràpidament als abusos contra els drets humans i la detenció arbitrària de persones LGBTI i proporcionar suport legal i solidaritat a les víctimes.

### Arrest
El 12 de maig de 2017 Kasha va ser arrestada a Rwanda a la seva arribada a l'aeroport Internacional de Kigali, la situació va ser confosa, se l'acusava de traïció i de terrorisme; després de passar unes hores detinguda va ser posada en llibertat i va poder fer el viatge de retorn a Uganda, tal com tenia previst.

## Premis i reconeixements
El lideratge de Kasha plantant cara a l'extrema adversitat ha estat reconegut per tot el món. El 2010 la principal revista per dones queer, Velvetpark, la va descriure com a "Braveheart" i la va votar com la dona queer més rellevant del món. L'any 2011, estava a la llista de la celebració dels 100 anys del Dia Internacional de les Dones. Aquest mateix any va ser una ponent convidada a la Cimera de Ginebra per la Democràcia i els Drets Humans. Kasha va ser inclosa també entre les 50 Dones Feministes més inspiradores d'Àfrica de 2011. El maig d'aquest any 2011, se li va atorgar el Premi Martin Ennals per la seva defensa dels drets humans. El 2013, quan va rebre el Premi Internacional de Drets Humans de Nuremberg, va dir:
| «                             | Els drets humans no són un regal a la societat, per la qual cosa s'ha d'entendre que aquests són drets inherents i ens defineixen profundament com a éssers humans. Soc humana, abans de ser lesbiana, que els opressors no s'equivoquin... | » |
| — Kasha Jacqueline Nabagesera | |   |

El juny de 2015, va aparèixer a la portada de l'edició europea del TIME Magazine. El novembre del mateix any va rebre el Right Livelihood Award. El desembre de 2024, la BBC va incloure-la en la seva llista 100 Women, que reconeix a les dones més inspiradores i influents de l'any a nivell mundial.